# 내일은 맑음 (2000년 드라마)
《내일은 맑음》은 2000년 10월 2일부터 2001년 2월 17일까지 방영된 한국방송공사 2TV 아침드라마이다.

## 등장 인물
- 이창훈
- 홍충민
- 박인환
- 윤미라
- 이주희
- 이세창
- 박형준
- 김흥기
- 김형자
- 심양홍
- 최란
- 송채환
- 이영범
- 황인정
- 이신재
- 옥승일
- 박형선
- 허정규